# TJF Čechie Čejetice
TJF Čechie Čejetice je fotbalový klub z mladoboleslavské městské části Čejetice. Od sezóny 2021/22 působí v OP muži Mladá Boleslav. 

## Historie
Fotbal se v Čejeticích začal hrát v roce 1930, kdy hráči neměli ani vlastní hřiště a hráli jen přátelské zápasy v okolí. Později z toho vznikl nejprve Jizeran a nakonec Čechie, které hrály v Pelikánově župě až do roku 1935, kdy klub zanikl. Po zániku kopané sportovalo se tu však dál, ale jen v Sokole v odboru her.
Přestože se zde ještě kopaná nehrála, bylo v roce 1952 započato s výstavbou hřiště. Zprvu se na něm hrálo jen rekreačně, konala se tu spartakiádní cvičení a dětské dny. V těchto poválečných letech byly také v dobré víře vysázeny kolem hřiště topoly. Časem se ale ukázalo, že je to nevhodný druh, na který si stěžovali jak alergici, tak později i sami fotbalisté. Až teprve v roce 2006 byly konečně tyto topoly vykáceny a nahrazeny vhodnější výsadbou 30 javorů, kromě 13 topolů v Jabloňové ulici u zastávky MHD.
Teprve 18. dubna 1969 sešli se čejetičtí nadšenci – Kůtkové, Ulmanové, Starý, Horna, Němec, Lhoták, Jiskra, Jiroš, Jetmar a Mareš a založili oddíl kopané TJ Sokol Čechie Čejetice.
První oficiální utkání sehráli čejetičtí žáci 31. srpna 1969 s Katusicemi. V následujícím roce 1970 po založení Čechie byly položeny základy pro tribunu s klubovnou a šatnami. Kromě toho bylo tu ještě svépomocně vybudováno víceúčelové asfaltové hřiště, které bohatě využívá zdejší mládež všech kategorií pro pozemní hokej, nohejbal, tenis čí odbíjenou.

## Umístění v jednotlivých sezonách
Stručný přehled
- 2004–2005: Okresní přebor Mladoboleslavska
- 2005–2007: I. B třída Středočeského kraje – sk. B
- 2007–2009: I. A třída Středočeského kraje – sk. B
- 2009–2010: I. B třída
- 2010–2017: Okresní přebor Mladoboleslavska
- 2017–2018: Okresní soutěž Mladoboleslavska – sk. B
- 2018–2019: Okresní přebor Mladoboleslavska
- 2019–2021: Okresní soutěž Mladoboleslavska – sk. A
- 2021–: Okresní přebor Mladoboleslavska

Jednotlivé ročníky
Legenda: Z - zápasy, V - výhry, R - remízy, P - porážky, VG - vstřelené góly, OG - obdržené góly, +/- - rozdíl skóre, B - body, červené podbarvení - sestup, zelené podbarvení - postup, fialové podbarvení - reorganizace, změna skupiny či soutěže
| Československo (1969 – 1993) |                                         |        |     |     |     |     |     |     |     |        |
| Sezóna                       | Liga                                    | Úroveň | Z   | V   | R   | P   | VG  | OG  | B   | Pozice |
|                              |                                         |        |     |     |     |     |     |     |     |        |
| Česko (1993 – )              |                                         |        |     |     |     |     |     |     |     |        |
| Sezóna                       | Liga                                    | Úroveň | Z   | V   | R   | P   | VG  | OG  | B   | Pozice |
| 2004/05                      | Okresní přebor Mladoboleslavska         | 8      | 26  | 21  | 4   | 1   | 75  | 16  | 67  | 1.     |
| 2005/06                      | I. B třída Středočeského kraje – sk. B  | 7      | 26  | 7   | 2   | 17  | 37  | 66  | 23  | 12.    |
| 2006/07                      | I. B třída Středočeského kraje – sk. B  | 7      | 26  | 16  | 4   | 6   | 63  | 31  | 52  | 2.     |
| 2007/08                      | I. A třída Středočeského kraje – sk. B  | 6      | 30  | 10  | 5   | 15  | 48  | 66  | 35  | 13.    |
| 2008/09                      | I. A třída Středočeského kraje – sk. B  | 6      | 30  | 3   | 4   | 23  | 26  | 100 | 13  | 16.    |
| 2009/10                      | I. B třída                              | 7      | ... | ... | ... | ... | ... | ... | ... |        |
| 2010/11                      | Okresní přebor Mladoboleslavska         | 8      | 26  | 6   | 6   | 14  | 39  | 60  | 24  | 12.    |
| 2011/12                      | Okresní přebor Mladoboleslavska         | 8      | 26  | 9   | 8   | 9   | 58  | 44  | 35  | 7.     |
| 2012/13                      | Okresní přebor Mladoboleslavska         | 8      | 26  | 10  | 6   | 10  | 46  | 60  | 36  | 8.     |
| 2013/14                      | Okresní přebor Mladoboleslavska         | 8      | 26  | 13  | 7   | 6   | 58  | 45  | 46  | 4.     |
| 2014/15                      | Okresní přebor Mladoboleslavska         | 8      | 26  | 12  | 7   | 7   | 73  | 48  | 43  | 4.     |
| 2015/16                      | Okresní přebor Mladoboleslavska         | 8      | 26  | 11  | 4   | 11  | 50  | 50  | 37  | 7.     |
| 2016/17                      | Okresní přebor Mladoboleslavska         | 8      | 26  | 9   | 1   | 16  | 43  | 68  | 28  | 12.    |
| 2017/18                      | Okresní soutěž Mladoboleslavska – sk. B | 9      | 22  | 15  | 2   | 5   | 74  | 37  | 47  | 2.     |
| 2018/19                      | Okresní přebor Mladoboleslavska         | 8      | 26  | 7   | 4   | 15  | 42  | 68  | 25  | 14.    |
| 2019/20                      | Okresní soutěž Mladoboleslavska – sk. A | 9      | 11  | 6   | 1   | 4   | 36  | 24  | 19  | 3.     |
| 2020/21                      | Okresní soutěž Mladoboleslavska – sk. A | 9      | 8   | 4   | 2   | 2   | 27  | 19  | 14  | 2.     |
| 2021/22                      | Okresní přebor Mladoboleslavska         | 8      | 22  | 13  | 3   | 6   | 52  | 39  | 42  | 4.     |
| 2022/23                      | Okresní přebor Mladoboleslavska         | 8      | 24  | 8   | 7   | 9   | 46  | 52  | 31  | 8.     |
| 2023/24                      | Okresní přebor Mladoboleslavska         | 8      | 26  | 11  | 9   | 6   | 80  | 58  | 42  | 5.     |
| 2024/25                      | Okresní přebor Mladoboleslavska         | 8      | 17  | 9   | 2   | 6   | 47  | 29  | 29  | 4.     |

Poznámky:
- 2019/20: Sezona nedohrána kvůli pandemii covidu-19.
- 2020/21: Sezona nedohrána kvůli pandemii covidu-19.